# تأخر لغوي
التأخر اللغوي هو عدم تطور القدرات اللغوية عند الأطفال بما يتناسب مع الجدول الزمني للتطور. ويختلف التأخر اللغوي عن تأخر الكلام والذي يتأخر فيه عمل آلية الكلام نفسها، وبالتالي يشير التأخر اللغوي على وجه التحديد إلى تأخر تطور المعرفة الأساسية باللغة وليس تنفيذها.
يمكن استيعاب الفرق بين اللغة والكلام بالتفكير في العلاقة بين برنامج الكمبيوتر وجهاز إخراج مثل الطابعة، حيث إن البرنامج الذي تشغله على جهاز الكمبيوتر (برنامج معالجة النصوص مثلاً) مصمم للسماح للمستخدم بإنشاء محتوى يتم تخزينه على الكمبيوتر، وحتى يمكنك إنشاء نسخة مادية من الملف، يلزم للكمبيوتر جهاز آخر: هو الطابعة، والتي بدورها تأخذ الملف وتحوله إلى سلسلة من الأوامر التي تتحكم في حركة رأس الطابعة وبالتالي تصنع علامات على الورق.
تشبه إلى حد ما هذه العملية مزدوجة المراحل الفرق بين اللغة (برنامج الكمبيوتر) والكلام (الطابعة)، فعندما نرغب في التحدث إلى شخص ما، تتمثل المرحلة الأولى في تشفير الرسالة إلى مجموعة من الكلمات وتراكيب الجمل التي تنقل المعنى الذي نقصده، ونشير إلى هذه العمليات مجتمعة باللغة. وفي المرحلة الثانية، تتم ترجمة اللغة إلى أوامر حركية تتحكم في أعضاء النطق وبالتالي ينشأ الكلام، لذا يشير الكلام إلى العملية الفعلية لتكوين الأصوات واستخدام هذه الأعضاء والأجزاء مثل الرئتين والأحبال الصوتية والفم واللسان والأسنان وما شابه.
ونظرًا لأن اللغة والكلام مرحلتان مستقلتان، فقد يتأخر إحداهما بشكل فردي، فعلى سبيل المثال، قد يتأخر طفل في الكلام (أي يكون غير قادر على نطق أصوات تعطي كلامًا مفهومًا) لكنه غير متأخر في اللغة، وفي هذه الحالة، قد يحاول الطفل نطق قدر من اللغة يناسب عمره لكنها تكون غير مفهومة أو يصعب فهمها، وبالعكس، لا تتسنى الفرصة عادة أمام الطفل الذي يعاني من تأخر اللغة لنطق أصوات وبالتالي يتأخر في الكلام أيضًا.
ينقسم التأخر اللغوي عادة إلى فئتي الاستقبالي والتعبيري، تشير اللغة الاستقبالية إلى عملية فهم ما يُقال لنا، أما اللغة التعبيرية فيقصد بها استخدام الكلمات والجمل لنقل ما نفكر فيه أو نحتاجه أو نريده، وكل من الفئتين أساسي للقدرة على التواصل مع الآخرين فضلاً عن فهم الآخرين عند التواصل معنا.
يمثل التأخر اللغوي عامل خطر للأنواع الأخرى من تأخر التطور منها تأخر التطور الاجتماعي والعاطفي والمعرفي، وبالرغم من أن بعض الأطفال الذين عانوا من التأخر قد يتجاوزون هذه العيوب بل ويتفوقون، إلا أن البعض الآخر قد لا يتمكن من ذلك. يأتي التأخر في اكتساب مهارات القراءة أو نقصها بين نتائج التأخر اللغوي التي تشيع بشكل خاص، حيث تعتمد القراءة على القدرة على تشفير النص المكتوب وفك تشفيره (أي مطابقة أصوات الكلام مع الرموز والعكس بالعكس). فإذا كان الطفل مازال يجاهد لإتقان اللغة والكلام، فمن بالغ الصعوبة عليه تعلم مستوى آخر من التعقيد، وبالتالي، فمن الضروري أن يكون الأطفال الذين يبرعون في اللغة قراء ناجحين.
يفترض اختصاصي علوم الأعصاب ستيفن بينكر أنه قد يقترن شكل معين من أشكال التأخر اللغوي لدى بعض الأفراد ببراعة فائقة وتفوق فطري في التحليل مثل ألبرت أينشتاين وريتشارد فاينمان وإدوارد تيلر.
في العام 2005، اكتشف العلماء علاقة بين تأخر اللغة التعبيرية وشذوذ جيني: أي فقد جين من مجموعة الجينات المزدوجة المتماثلة في الأشخاص الذين يعانون من متلازمة ويليامز-بورن.
تظهر الكثير من التقارير عدم وجود دليل واضح على إمكانية الحيلولة دون التأخر اللغوي من خلال تدريب الأطباء الزائرين للمنازل أو اختصاصيي الرعاية الصحية، وعمومًا تعرض بعض المراجعات نتائج إيجابية بشأن إجراءات التدخل في التأخر اللغوي إلا أنها لا تحقق الشفاء. (Commentary - Early Identification of Language Delays, 2005)

## مشاهدة التلفاز والتأخر اللغوي
ترتبط مشاهدة التلفاز بتأخر التطور اللغوي، حيث توضح الأبحاث التي أجريت على التطور المبكر للمخ حاجة الرضع والأطفال الصغار إلى التفاعل المباشر مع الآباء وغيرهم من مقدمي الرعاية الأساسيين من أجل النمو الصحي للمخ والتطور المناسب للمهارات الاجتماعية والعاطفية والمعرفية. وأظهرت الأبحاث أن الأطفال الذين يشاهدون التلفاز بمفردهم أكثر عرضة للتأخر اللغوي بحوالي 8.47 أضعاف مقارنة بالأطفال الذين يتفاعلون مع مقدمي الرعاية أثناء مشاهدة التلفاز. هذا وتوصي الأكاديمية الأمريكية لطب الأطفال بعدم مشاهدة الأطفال الذين يقل عمرهم عن عامين التلفاز مطلقًا وألا تتجاوز عدد ساعات مشاهدة البرامج الجيدة عن ساعة إلى ساعتين يوميًا للأطفال فوق عامين، وبناءً على ذلك، ينبغي عدم التشجيع على مشاهدة الأطفال الصغار للبرامج التلفزيونية، وينبغي أيضًا على الآباء إشراك الأطفال في أنشطة تفتح مجالاً أكبر للنقاش لتجنب التأخر في التطور اللغوي للأطفال المرتبط بالتلفاز والذي قد يُضعف الأداء الفكري.

## الأسباب
يرتبط تعرض الأم للضغوط أثناء الحمل بالتأخر اللغوي، كما يوجد دليل قوي على شيوع اقتران التوحد وقصور الانتباه وفرط الحركة بالتأخر اللغوي، إلا أن متلازمة أسبرجر التي تعد أحد اضطرابات طيف التوحد لا تقترن بالتأخر اللغوي.

## طرق علاجية

### جلسات التخاطب
جلسات التخاطب للأطفال هو أحد النهج المستخدمة عند أطباء النفس لغرض رفع الإدراك المعرفي واللغوي عند الأطفال المصابين بالتأخر اللغوي. ويعتمد أخصائي التخاطب على تنمية مهارات الطفل على مدى عدة جلسات أسبوعية لمدة من الزمن وقد تستغرق الجلسة الواحدة مدة ساعة واحدة، حيث يعمل الأخصائي على تقييم قدرة الطفل على التركيز ولفت انتباهه بطرق منهجية ومراقبة نمط تقليد الطفل للسلوك. وعادة ما يُستخدم هذا النهج مع الأطفال الذين يعانون من قصور بيئي في محيطهم يعرقل نمو مهاراتهم المعرفية واللغوية وتحد من قدرتهم على التواصل مع أقرانهم أو الكبار.

## وصلات خارجية
- His Brain Measured Up, by Steven Pinker
- Speech Therapy for Down Syndrome
- American Speech-Language-Hearing Association (ASHA): Different Issues in Speech and Language Development
- KidsHealth:Delay in Speech and Language
- Early Identification of Speech-Language Delays and Disorders نسخة محفوظة 28 يوليو 2016 على موقع واي باك مشين.
- YourChild: Speech and Language Delays and Disorders University of Michigan Health System